# 著作権の準拠法
著作権の準拠法（ちょさくけんのじゅんきょほう）とは、著作物の利用をめぐる渉外的私法関係に関して適用される法域の法のことをいう。
もっとも、文献によっては準拠法の指定に関する問題（国際私法に関する問題）と、準拠法として指定された法が保護対象とする著作物の範囲の問題（外国で発行された著作物の内国における保護など）とを特に区別せずに著作権の国際的保護について論じているものが多く、場合によっては両者を混同しているものも見受けられる。このため、本項目では準拠法の問題のほか、いわゆる外国著作物の保護の範囲の問題についても扱う。
たとえば、日本国籍の著作者が手掛けた楽曲がインターネット上でデジタル配信され、その楽曲をフランス在住のブラジル人が不法にダウンロードしてコピーをファイルシェアしたとする。ファイルシェアの運営企業はアメリカ合衆国に本社を置くが、節税対策のためにイギリス領ケイマン諸島で法人登記しており、同社ファイルシェアサイトのサーバーはベトナムに物理的に存在したとする。そしてファイルシェアを使って楽曲を受け取った第三者は世界各国に点在するとする。このような場合、どこの国の著作権法に準拠して裁かれるのか議論となる。著作物の利用行為や著作権の侵害行為の行われた地の法が準拠法になるとする見解 (保護国法説) が一般的だが、発信地や受信地など何をもって「利用地」とするかの定義が複雑である。
このような著作物の国際流通と侵害に対応すべく、多くの国々は著作権保護の基礎をなすベルヌ条約や、デジタル著作物の保護を強化したWIPO著作権条約などを締結しているが、その条文解釈を巡って専門家間でも複数の学説が存在する。さらに、著作権侵害が国レベルで多発している場合は、世界貿易機関 (WTO) 主管のTRIPS協定に基づき、加盟国が紛争解決を求めてWTOに提訴するケースも考えうる。

## 著作権の内容と効力に関する準拠法（保護国法説）
著作物の利用行為を巡る渉外的な法律関係につき、どのような連結点を媒介として準拠法を指定するかについては、以下のような考え方が主張されてきた。
本源国法説（又は本国法説）
著作物が最初に公表された地や最初に発行された地の法が準拠法になるとする見解。
保護国法説
著作物の利用行為や著作権の侵害行為の行われた地の法が準拠法になるとする見解。
法廷地法説
著作物の利用行為を巡る訴訟が係属した裁判所が属する地の法（法廷地法）が準拠法になるとする見解。
この点については、著作権を含む知的財産権の地域的効力はその国の領域内に限られ、ある国の領域外の利用行為によって国内の著作権が侵害されることはないという属地主義の原則が妥当すると解されているところ、このような属地主義の原則と整合性があるのは、著作物を現実に利用した地の法を準拠法にすることであるとして、保護国法説が一般的に支持されている。この見解によると、日本における著作物の利用行為が著作権侵害になるか否かは、もっぱら日本の著作権法により判断され、アメリカ合衆国における著作物の利用が著作権侵害になるか否かは、もっぱらアメリカ合衆国の著作権法により判断されることになる。
このような保護国法説の根拠については、著作権の保護の範囲等につきベルヌ条約5条2項が「保護の範囲及び著作者の権利を保全するため著作者に保障される救済の方法は、この条約の規定によるほか、専ら、保護が要求される同盟国の法令の定めるところによる。」と規定していることに求める見解、物権の準拠法に準じて扱う（日本では法の適用に関する通則法13条）のが妥当とする見解、ベルヌ条約が内国民待遇（5条1項）を求めていることを根拠とする見解（もっとも、内国民待遇は後述する外国人法の問題であり、準拠法に関する保護国法説との関連はないと考えるのが一般である）、利益衡量に求める見解、これまでの知的財産保護に関する条約の暗黙の前提に求める見解などがある。この点、スイスの国際私法には、保護国法説を採用する旨の明文の規定がある。
もっとも、ベルヌ条約5条2項が保護国法説を採用しているとの見解に対しては、法廷地法説に立脚する立場から、同条項は保護国法説を採用するものではなく、法廷地法説を採用する旨の規定であると主張する見解がある。法廷地法説とは言っても、実質法（この場合は著作権法）につき法廷地法が適用されるとする見解と、国際私法も含めて法廷地法が適用されるとする見解とがあるが、前者については、法廷地により異なる扱いがされることが許容され、条約の趣旨に反するとの批判が、後者については、（反致の場合を除き）法廷地の国際私法が適用になるのは国際私法の一般理論として当たり前であり条約で決める必然性がないという批判がなりたち、いずれも少数説にとどまる。

## 不法行為の準拠法との関係

### 不法行為の成立との関係
法域にもよるが、著作権侵害事案は、実質法上は不法行為として理解されることが多いため、著作権の内容の問題と不法行為の成立の問題とは国際私法上どのような関係にあるかが問題となる。この点、日本においては、法の適用に関する通則法により全面改正される前の法例の解釈に関して、権利の存否は不法行為の先決問題であり、当該権利の準拠法によると理解されており。著作権の内容と不法行為の成立は別の単位法律関係として理解されていた。
もっとも、法の適用に関する通則法の立案当局者の解説によると、不法行為の準拠法の一般原則である同法17条本文の「加害行為の結果が発生した地」の意義について、「基本的には、加害行為によって直接に侵害された権利が侵害発生時に所在した地を意味」するとされている。したがって、17条本文が適用される場合においては、ほとんどの場合、不法行為の準拠法と著作権の準拠法とは一致することになろう（例外的に17条但書や20条が適用される場合は別）。
これに対し、イギリスにおいては、学説上の批判はあるものの、判例上は、不法行為の先決問題とはされておらず、知的財産権侵害は不法行為 (tort) と性質決定されている。

### 救済措置との関係
著作権侵害に対する救済措置については、差止請求、廃棄請求、損害賠償請求などが考えられる（日本においては、著作権法112条、民法709条など）。この救済措置の準拠法については、著作権の準拠法と当然に同一と考えるべきかが議論されている。
この点については、著作権の内容と救済措置との関係につき、後者を前者の効力の問題と捉えるか、前者は後者の先決問題と捉えるかにより、見解が変わることになり、大まかに言うと、いずれも著作権の効果の問題であるとして著作権の準拠法によるとする見解、著作権の準拠法は救済措置の準拠法の先決問題であるとして別途準拠法を考える見解、差止請求や廃棄請求は著作権の準拠法に従うが損害賠償については別途準拠法を考える見解に分かれる。
救済措置に関する準拠法を著作権の準拠法とは別途考える見解によると、特別の規定がない限り救済措置は不法行為の効力の問題として性質決定されることになる。したがって、法廷地が日本の場合は、原則として法の適用に関する通則法17条本文が適用され「加害行為の結果が発生した地の法による」ことになるが、例外的に加害行為が行われた地の法による場合（同法17条但書）や、その他密接な関係にある地の法による場合（同法20条）も想定される。
もっとも、著作物の利用が外国で行われた場合、当該外国法を適用すれば最終的に解決するというわけではない。例えば、著作物の利用行為地がフランスであったとすると、保護国法説によれば、著作権侵害による差止請求が認められるか否かは本来はフランス法によって判断される。しかし、当該差止請求訴訟が日本の裁判所に係属した場合、フランス法の解釈では差止請求が認められるとしても、当該利用行為が日本の著作権法によれば著作権侵害に該当しない場合は、法の適用に関する通則法22条2項にいう「日本法により認められる損害賠償その他の処分でな」いものとして、差止請求は否定されることになる。

## インターネットと保護国法（公衆送信権の扱い）
一般的に受け入れられている保護国法説によれば、著作物の利用行為が著作権侵害になるか否かについては、利用行為地の法により定まることになる。しかし、インターネット上で著作物が公開されている場合を想定すると、著作権の支分権としての公衆送信権の扱いにつき、どの地を利用行為地とするかという問題を生じる。この点の問題については国際的に確立された準則は存在しないが、概ね以下のような議論がされている。

### 発信国法主義
この点につき、伝統的な保護国法説の発想に立脚すれば、著作物の利用行為が行われているのは発信行為が行われた地、すなわちサーバの所在地の法が準拠法になるという結論が導かれる。
この見解は、著作権の準拠法に関する伝統的な考え方と整合性があるのみならず、後述する受信国法主義と異なり準拠法は一つしか考えられないので、著作物の発信行為が著作権侵害になるか否かにつき予見性が高まるメリットがある。
しかし、この見解によると、サーバをどこに置こうが著作物送信の需要には影響を与えないのみならず、しかも同時に多数の地域で受信できるにもかかわらず、著作権保護に薄い国や著作権保護に欠ける国にサーバを置くことにより、著作権の保護の範囲を意図的に変えることが可能となり、著作権者の権利を容易に無視し得ることになる（防弾ホスティングなどのいわゆる法律回避が生じる）。

### 受信国法主義
以上のような発信国法主義の問題等を踏まえ、著作物の利用行為が行われているのは受信地であるとして、サーバにアクセスしてデータの受信行為を行う者の所在地の法が準拠法になるという見解も唱えられている。
受信国法主義は、発信国法主義と異なり法律回避の問題が生じるのを避けることができるが、サーバの所在地にかかわらず、多数の国で受信することが可能である以上、A国での受信についてはA国法、B国での受信についてはB国法によって著作権侵害か否かが判断させることになり、法律関係が錯綜することになる。
また、著作権侵害を主張する立場にある者からすれば、データが受信可能と考えられる国のうち、最も自己の権利の保護に厚い国の法の適用を主張することが可能になる。しかし、このような結果を容認すると、著作物の利用について当事者が想定していなかった地の法を適用することが可能になり、送信者側に対する負担が過大なものとなる。

### 折衷的な考え方
以上の見解には、いずれにも難点があるため、利用行為地の認定につき問題がある場合につき修正を施す考え方も提示されている。
まず、発信国法主義を前提としつつ、サーバの所在地が国際的に要求される著作権の保護水準を満たしていない国（コピーライト・ヘイブン）に置かれている場合は、サーバにデータを送信する行為があった地を準拠法とする見解が提示されている（連結点の段階的連結）。この見解によれば法律回避を防止することは可能になるが、そもそも著作権の保護水準を客観的に判断することは不可能であるという批判も成り立つ。
これに対し、受信国法主義を前提としつつ、発信者が想定している受信者層が特定の国に集中していると考えられる場合は、当該国の法を準拠法とする考え方もある。例えば、日本語コンテンツの場合、日本国外でも受信行為があったとしても、主なサイトの利用者は日本国内に集中しているとして、日本法が準拠法と指定されることになる。しかし、受信者層が特定の国に集中しているような事情がない場合（英語が使われているような場合）には、どの地域を主たる受信地として想定するのか困難であるという批判も成り立つ。

### 公衆送信権の内容を問題とする考え方
以上の議論とは別に、インターネットにおける著作権侵害の事案は、専ら公衆送信権の問題であること及び著作権の効力の属地主義を前提とした上で、公衆送信権の内容を重視する考え方がある。公衆送信権とは言っても、送信する行為が権利内容とされているのか公衆に受信させる行為が権利内容とされているのかは各国により異なるため、著作物の利用行為地を発信国とすべきか受信国とすべきかという議論自体が不適切という問題意識に基づく。
例えば、サーバが所在するA国から公衆送信された著作物がB国で受信された場合を考えると、送信国であるA国著作権法の公衆送信権が「送信する行為」を権利内容としているのであれば、A国における公衆送信権侵害の問題が生じ得るが、「公衆に受信させる行為」を権利内容としているのであれば、B国内の受信行為にA国著作権法を適用することはできない（著作権の効力の属地主義に基づく帰結）。そして、受信国であるB国著作権法の公衆送信権が「送信する行為」を権利内容とするのであれば、A国内の送信行為にB国著作権法を適用することはできず、「受信させる行為」を権利内容とするのであれば、B国における公衆送信権侵害の問題が生じ得ることになる。
この見解に対しては、渉外的私法関係については、実質法の適用の前に必ず準拠法の選択という問題があるはずであり、準拠法の選択の問題を抜きにしていきなり実質法の解釈を問題にするのは、国際私法に関するルールを無視するものであるとの批判が考えられる。

## 保護国法における外国著作物の扱い

### 一般原則
保護国法説に従い、著作権の内容や効力について著作物の利用行為地の法が準拠法として指定されるとしても、その法があらゆる著作物を保護対象にしているとは限らない。法域によっては、内国の著作物と外国の著作物を区別し、保護の範囲や内容に差異を設けたり、外国著作物の保護を否定している場合もある。日本の著作権法においても、日本国外で最初に発行された著作物については、日本国民の著作物である場合、条約により日本国が保護義務を負う著作物である場合、日本国外における発行日から30日以内に日本国内で発行された著作物である場合を除き、保護の対象にはならない（著作権法6条）。
もっとも、ベルヌ条約5条1項、3項、万国著作権条約2条が、いわゆる締約国国民の内国民待遇の原則を定めている。したがって、これらの条約の締結国間においては、原則として保護の内容について差異は生じない。

### 保護期間に関する相互主義
著作権の保護期間に関しては、内国民待遇ではなく相互主義を採用することが国際条約上許容されている。
すなわち、ベルヌ条約7条8項によれば、著作権の保護期間は、保護国法の定めによるものの、特別の定めがない限り著作物の本国（本国の定義は、ベルヌ条約5条4項にある）において定められる保護期間を超えることはないとされている。つまり、保護国法で定められた保護期間が、著作物の本国の法で定められた保護期間より長い場合であっても、当該著作物の保護期間を短い法である本国の法によることが許容されている。
相互主義を採用するか否かは、加盟国の国内法に委ねられる。

### 著作物の本国の法が当初から保護を否定している場合
著作物の本国の法によれば、著作物の創作の当初から著作権による保護が否定される（当初からパブリックドメインとなっている場合）が、著作物の利用地法によれば著作権による保護の対象となる著作物の扱いについては、ベルヌ条約の解釈との関係で、以下のような問題がある。
保護国法説を純粋に適用すれば、ベルヌ条約に規定する本国で著作物の保護が否定されている場合であっても、著作物の利用地で保護の対象になっている以上、利用地法を適用して著作物の保護を認めるべきことになる。しかし、そのような著作物は本国における著作権の保護期間がゼロの著作物であると理解し、保護期間に関して相互主義を採用している法域が利用地になる場合は、その利用地においても保護が否定されるという解釈もあり得る。つまり、内国民待遇と相互主義との関係をどう考えるかが結論に影響を及ぼすことになる。

#### 万国著作権条約との関係
この点、万国著作権条約は、加盟国に対し著作権の保護期間につき相互主義を採用することを許容しているが、著作権が最初から付与されない著作物については、保護期間がゼロの著作物として扱われるという公定解釈がされている。そのため、当該外国で最初から著作権が発生しないとされる著作物については、著作権の保護期間に関して相互主義を採用している国においても、著作権による保護を受けないことになる。日本においても、同条約の実施のために制定された万国著作権条約の実施に伴う著作権法の特例に関する法律（昭和31年法律第86号）3条2項で、その旨が明らかにされている。

#### ベルヌ条約との関係
他方、ベルヌ条約も、加盟国に対し著作権の保護期間について相互主義の採用を許容しているが（ベルヌ条約7条(8)）、最初から著作権が発生しない扱いをされる著作物の扱いにつき万国著作権条約と同様の解釈ができるか否かについては公的な解釈が確立されていない。同様の解釈ができるという見解もないわけではないが、ベルヌ条約では同様の解釈はできず（つまり著作権の保護期間の問題ではない）、内国民待遇の原則を維持すべきとの見解の方が支配的である。後者の解釈によると、万国著作権条約とベルヌ条約の双方に加盟している国との間ではベルヌ条約が優先して適用されるので（万国著作権条約第17条に関する附属宣言）、両条約に加盟している国間では、ある国では最初から著作権による保護を受ける状態にあるとされながら、別の国では著作権の保護を受けることがあり得る。
例を挙げると、前述したアメリカ合衆国政府の職員が職務上作成した著作物は、同国の著作権法では著作権は付与されない (17 U.S.C. §105)。しかし、問題となる著作物を日本国内で利用する場合、著作者の国籍・居住地や最初の発行地にかかわらず日本法が準拠法とされ、著作権法6条3号により「条約によりわが国が保護の義務を負う著作物」に該当するかが検討される。そして、日米ともベルヌ条約に加盟しているため、日本は問題となる著作物の保護につき内国民待遇が要求され（ベルヌ条約5条1項）、日本の著作権法の下で著作権が発生すると解されるかどうかを判断することになる。

## 利用許諾契約の準拠法
著作物の利用許諾契約の成立やその効力については、法が著作物について特段の定めをしていない限り、国際私法上は、契約関係に適用される準拠法によることになる。
そのため、例えば日本の裁判所において利用許諾契約の成立や効力が問題となった場合は、法律行為の成立及び効力の準拠法について規定した法の適用に関する通則法7条、8条（日本の国際私法では、契約は独立した単位法律関係として扱われていない）により、原則として契約当事者の意思に従って準拠法が指定されることになり、当事者の意思が不分明である場合は、当該法律行為に最も密接な関係がある地の法によることになる。

## 附：刑事上の問題
以上は、著作物の利用に関する民事上の問題であるが、著作権侵害について罰則が存在する場合は、国外における著作権侵害事案について刑罰に問えるか否かが問題になり得る（刑事の場合は法廷地法の適用しかあり得ないので、本来的な準拠法の適用の問題ではなく、あくまでも法の効力が及ぶ範囲の問題）。
国外犯の処罰については、犯罪の内容に応じて、属地主義、属人主義、保護主義、世界主義に分かれるところであるが、日本法においては、属人主義が採用されている。すなわち、刑法施行法27条では、著作権法に掲げたる罪については刑法3条の例に従うとされており、日本国民が侵した著作権法上の罪については国外犯も処罰される建前となっている。この点に関しては、産業財産権については国外犯に関する処罰規定がないこととの関連が不明であるとか、ベルヌ条約5条2項の趣旨に適合しないとの批判がある。